# Gorka Iraizoz
Gorka Iraizoz, né le 6 mars 1981 à Pampelune, est un footballeur espagnol qui évolue au poste de gardien de but.

## Biographie
Formé au club basque du CD Baskonia, Gorka Iraizoz prend ensuite la direction de Gernika Club.
En 2002, il signe en faveur de l'Espanyol Barcelone, mais manquant de temps de jeu, il est prêté pour la saisons 2004-2005 au SD Eibar qui évolue en seconde division où il prend la place de numéro un.
De retour de prêt, il joue le rôle de doublure de Carlos Kameni. Après l'hiver 2006 et le retour de la CAN de celui-ci, la concurrence s'installe et les deux joueurs partage le temps de jeu. Gorka Iraizoz joue plus particulièrement les matchs de Coupe d'Espagne qu'il remporte et de la Coupe UEFA. Il prend part à trente-deux rencontres dont vingt-et-une en championnat.
Il se distingue lors de la Coupe UEFA 2007, permettant à son équipe d'atteindre la finale à Hampden Park à Glasgow, contre le FC Séville, tenant du titre. Mais après un match nul deux buts partout, ils s'inclinent lors de la séance de tirs au but.
Le 7 août 2007, il effectue un retour aux sources en s'engageant pour le club basque de l'Athletic Bilbao. S'il partage le temps de jeu avec les deux autres gardiens lors de sa première saison au club, il prend ensuite une place de titulaire indiscutable dès la seconde saison lors de laquelle le club atteint la finale de Coupe d'Espagne mais doit s'incliner face au FC Barcelone. 
L'Athletic Bilbao se qualifie pour jouer la Ligue Europa pour la saison 2009-2010 et termine second de leur phase de poule derrière le Werder Brême. Les espagnols s'inclinent en 16e de finale contre le RSC Anderlecht après un match nul à domicile et une défaite écrasante en Belgique quatre buts à zéro. En championnat le club termine à la 8e place.
La saison suivante, le club termine à la 6e place en championnat et retrouve la Ligue Europa.
La saison 2011-2012 est une grosse saison pour le club. Malgré leur 10e place au classement, ils atteignent la finale de Coupe d'Espagne mais s'incline trois buts à zéro face au FC Barcelone. En Ligue Europa, ils terminent premier de leurs groupe devant le Red Bull Salzbourg et le Paris Saint-Germain. Lors des phases finales, le club élimine tour à tour le Lokomotiv Moscou, Manchester United avec deux victoires dont une trois buts à deux à Old Trafford, Schalke 04 et le Valence CF pour finalement s'incliner en finale de la compétition à Bucarest contre l'Atlético de Madrid sur le score de trois buts à zéro.
Il participe à la 4e place lors de la saison 2013-2014, à la finale de la Coupe d'Espagne la saison suivante face au FC Barcelone puis à la 5e place lors de la saison 2015-2016.
Il devient capitaine du club à partir de la saison 2016-2017.

## Palmarès
Sous les couleurs de l'Espanyol Barcelone, Gorka Iraizoz remporte la Coupe d'Espagne en 2006 mais s'incline en finale de la Coupe de l'UEFA en 2007 face au FC Séville.
Parti ensuite à l'Athletic Bilbao, il s'incline à trois reprises en finale de la Coupe d'Espagne en 2009, 2012 et 2015 à chaque fois contre le FC Barcelone. Il est également finaliste de la Ligue Europa en 2012. Il remporte la Supercoupe d'Espagne en 2015.